# Beauval
Beauval – miejscowość i gmina we Francji, w regionie Hauts-de-France, w departamencie Somma.
Według danych na rok 2011 gminę zamieszkiwało 2188 osób, a gęstość zaludnienia wynosiła 94 osoby/km² (wśród 2293 gmin Pikardii Beauval plasuje się na 115. miejscu pod względem liczby ludności, natomiast pod względem powierzchni na miejscu 56.).